# Funambulus
Funambulus är ett släkte i ekorrfamiljen med fem arter som förekommer i södra Asien. De liknar jordekorrar i utseende men är inte närmare släkt med dessa.
Det vetenskapliga släktnamnet är bildat av de latinska orden funis (rep/tågvirke) och ambulo (jag går).
Arterna är:
- Indisk palmekorre (Funambulus palmarum), centrala och södra Indien, Sri Lanka.
- Funambulus tristriatus, Indiens sydvästra kustlinje.
- Funambulus layardi, Indiens södra udde, Sri Lanka.
- Funambulus sublineatus, Indiens södra udde, Sri Lanka.
- Funambulus pennantii, centrala och norra Indien, Pakistan, sydöstra Iran.

Den mjuka pälsen har beroende på art en ljusgrå, brun eller svart grundfärg. Över hela ryggen löper tre ljusa strimmor. Buken är hos Funambulus layardi rödbrun och hos de andra arterna vitaktig. Kroppens längd ligger på 15 centimeter och svansen är ungefär lika lång.
Habitatet varierar mellan arterna. Några förekommer i trädkronorna i den tropiska regnskogen och andra vistas i öppen buskmark. Funambulus är aktiva på dagen och livnär sig av frön, nötter, bark, blommor och blad samt sällan av insekter.
Levnadssättet för Funambulus pennantii är mera känt och det antas att de andra arterna har liknande beteende. Funambulus pennantii lever i grupper på omkring tio individer och vistas i träd. De har höga läten som påminner om fåglarnas läten. Hannarna strider om rätten att para sig. Dräktigheten varar ungefär 40 dagar och sedan föds en till fem ungar. Ungarna uppfostras i ett klotformigt bo som skapas av växtdelar.
IUCN listar arten Funambulus layardi som sårbar (vulnerable) och de andra som livskraftiga (least concern).
Tidigare räknades Funambulus tillsammans med några afrikanska ekorrar till ett tribus med namnet Funambulini. Idag ingår släktet i underfamiljen Callosciurinae.